# 33163 Alainaspect
33163 Alainaspect este o planetă minoră (asteroid), cu un diametru de 2,886 km, din centura de asteroizi. A fost descoperită pe 2 martie 1998 la centre de recherches en géodynamique et astrométrie⁠(d) de OCA-DLR Asteroid Survey⁠(d). 
Obiectul prezintă o orbită caracterizată de o semiaxă mare de 2,5967641 UAi, o excentricitate de 0,24, o înclinație de 2,82842 ° în raport cu ecliptica.